# Історія пошти та поштових марок Нігеру

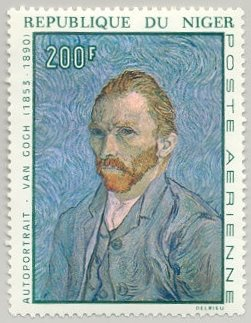
Марка Республіки Нігер (1968).

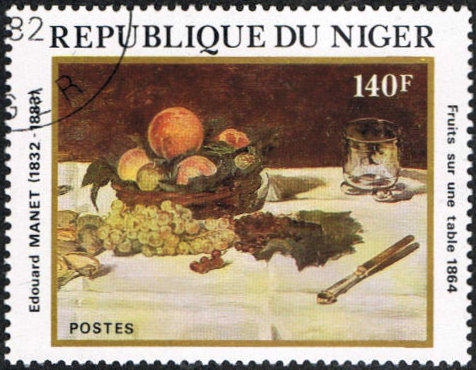
Фрукти на столі Едуарда Мане (1864) на марці Республіки Нігер (1982).

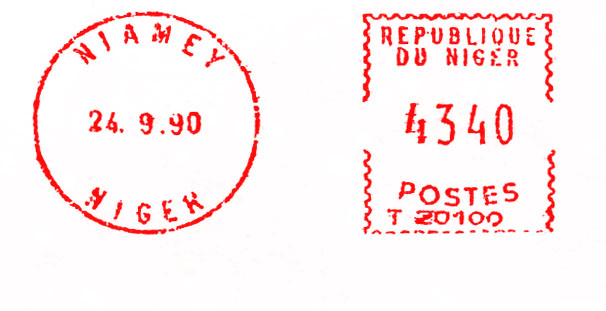
Франкотип Республіки Нігер з Ніамею (1990).

Дослідження поштових марок та історії пошти Нігеру, колишньої французької колонії, яка отримала незалежність у 1959 році.
Нігер — держава у Західній Африці, яка не має виходу до моря, названа так на честь річки Нігер. Вона межує з Нігерією та Беніном на півдні, Буркіна-Фасо і Малі на заході, Алжиром і Лівією на півночі та Чадом на сході. Нігер займає територію площею майже 1270000 км², понад 80 відсотків території країни розташовано в пустелі Сахара. Столицею є місто Ніамей.

## Перші марки
У 1920 році Нігер відокремлюється від колонії Верхній Сенегал-Нігер і стає окремою колонією.
Перші марки, що використовувалися в новій колонії, були з Верхнього Сенегалу-Нігера, на яких в 1921 році друкувався напис TERRITOIRE DU NIGER. На марках Верхнього Сенегалу-Нігеру друкувалися написи і в 1922 році.
З 1926 р. почали випускати марки, на яких помітно виділявся напис NIGER, а невеликими літерами друкували напис AFRIQUE OCCIDENTALE FRANCAISE.

## 1944—1959
Протягом цих років у Нігері використовувалися марки Французької Західної Африки.

## З моменту здобуття незалежності
Перші марки Нігеру як автономної республіки були випущені в 1959 році і марковані написом «Republique du Niger».
До 1970-х років марки, як правило, були схожими до тих, що друкувалися в колишніх французьких колоніях. Вони були великими, з відтисками, подібно до французьких, на них друкували зображення відомих картин. Пізніше почали випускати більш дешеві марки, проте дизайн залишився таким самим, на марках і надалі друкувалися зображення живопису, як правило, місцевого значення, з метою привернути увагу колекціонерів тематичних марок на міжнародному рівні.
Нігер, на відміну від багатьох африканських країн, не розрізняє стандартні та присвячені пам'ятним датам марки і, не випускає стандартні дешеві марки для користування поштою в межах країни. У 1962 році була випущена серія з 14 невеликих офіційних марок, а в 1988 ще одна. Також було випущено кілька серій доплатних марок.

## Підробки
Також було зафіксовано кілька випадків підробок марок, які насправді не були надруковані в Нігері.